# Dendronotus albus
Dendronotus albus MacFarland, 1966 è un mollusco nudibranchio della famiglia Dendronotidae.